# Helmut Graf (Psychotherapeut)
Helmut Graf (* 20. Dezember 1954 in Österreich) ist ein österreichischer Psychotherapeut, Arbeitspsychologe, Unternehmensberater und Wirtschaftsmediator. Er betätigt sich auch als Fachpublizist und Fachbuchautor.

## Leben und Wirken

### Werdegang
Graf wurde nach der Matura und einem Studium der Theologie, Pädagogik und Psychologie zum Magister der Philosophie graduiert; danach übernahm er unterschiedliche Führungspositionen im Industrie- und Bankenbereich. 1995 machte er sich als geschäftsführender Gesellschafter der logo consult Unternehmensberatung GmbH im österreichischen Rosegg als Unternehmensberater selbständig.
Nach verschiedenen Weiterbildungen in systemischer Psychotherapie sowie der Existenzanalyse nach Viktor Frankl wurde Graf 2002 an der Universität Klagenfurt zum Doktor der Psychologie promoviert. Seitdem arbeitet er als niedergelassener Psychotherapeut und ist insbesondere für Führungskräfte in besonderen Belastungssituationen tätig.

### Wirtschafts- und Arbeitspsychotherapie (WAP)
Graf setzt sich für die wissenschaftliche Anerkennung der Psychotherapie ein, wobei er ihre Zukunft in der Spezialisierung auf verschiedene Aufgabenfelder sieht.

„Psychotherapie ist eine wissenschaftliche Richtung.“

Er beschäftigt sich insbesondere mit betrieblicher Gesundheitsförderung und vertritt die systemisch orientierte, logotherapeutisch ausgerichtete Existenzanalyse für Führungspersonen in seelischen Belastungssituationen. Graf verfasste verschiedene Schriften zur Integration der Psychotherapie in die Arbeitswelt, wobei er sich in erster Linie mit Motivation und Sinnfindung am Arbeitsplatz im Kontext der systemischen Lehre und der Arbeit seines Vorbildes Viktor Frankl auseinandersetzte. Im Jahr 2003 erschien sein Werk Psychotherapie in der Arbeitswelt, das erstmals im deutschsprachigen Raum eine wissenschaftliche Grundlage für die Zuordnung verschiedener Interventionsinstrumente der Personal- und Organisationsentwicklung zu den Wertekategorien nach Frankl lieferte einführte.
Graf untersuchte in Psychotherapie in der Arbeitswelt insbesondere die Korrelation von Frankls Lehre mit Motivationswerten wie „Schöpferischen Werten“ (Leistungsfähigkeit, Gestaltungsmöglichkeit der Arbeit), „Erlebniswerten“ (Ausdruck der Persönlichkeit und soziales Für- und Miteinander) und „Einstellungswerten“ (Einstellungswerte zu Leben, Arbeit und unveränderlichen Situationen) und machte deutlich, dass psychotherapeutische Interventionsmodelle für die Arbeitswelt mehr sind als posttraumatische Notfallinstrumente. Nach Meinung von Alfred Pritz, dem Präsidenten des Weltverbandes für Psychotherapie, legte Graf damit Grundlagen einer seelisch sinnzentrierten Gesundheitsförderung im betrieblichen Wertschöpfungsprozess – speziell für Führungskräfte auch kleiner und mittelständischer Unternehmen. Sein Buch sei hierzu „ein wichtiger Beitrag für das Verständnis des Emotionalen im Wirtschaftsleben“. Das Werk gilt inzwischen als „Bestseller“ der arbeitsmedizinischen Fachliteratur.
Graf fordert unter anderem, dass die Psychotherapie eigenständig und eigenberechtigt als Gesundheitsberuf in der Wirtschaft tätig wird, ergänzend zur Arbeitsmedizin und Arbeitspsychologie.

### Betriebliche Gesundheitsförderung (BGF)
Ebenfalls im Jahr 2003 untersuchte Graf zusammen mit Vincent Grote die betriebliche Gesundheitsförderung (BGF) im Kontext der Personal- und Organisationsentwicklung in kleinen und mittleren Unternehmen (KMU) aus Sicht von Führungspersonen. Graf und Grote kamen dabei zum Ergebnis, dass  betriebswirtschaftliche, soziale und individuelle Rahmenbedingungen einen signifikanten Einfluss auf psychische und somatische Beschwerden haben. Insbesondere nannten sie dabei: Rückenschmerzen, Müdigkeit, Konzentrationsprobleme, Stimmungsschwankungen, Nervosität und Schlafstörungen.
Die stärksten psychosozialen Belastungen wiesen Graf und Grote in folgenden Themenfeldern und Bereichen nach: Arbeits- und Zeitdruck, Stress, psychische und fachliche Überforderung, wenig Zeit für Familien- und Privatleben und für Management, Führung und Organisation. Dabei stehe subjektives Empfinden von Belastungen und Beschwerden in einem negativen Zusammenhang mit der Motivation: je höher die erlebten Belastungen, desto niedriger die Motivation. Hohe durchschnittliche Arbeitszeiten (über 50 Stunden pro Woche), Demotivation und hohe individuelle Belastungen sind nach Graf und Grote zu einem beträchtlichen Teil (41 %) für die festgestellten Beschwerden verantwortlich (Regressionsmodell).
Etwa 20 % der befragten Führungspersonen hatten nach Graf und Grote (sehr) kritische Werte bei Beschwerden und psychosozialen Belastungen, sodass die Qualität der Arbeit darunter litt. Belastungsfaktoren, die einen signifikanten Einfluss auf die Motivation haben, sind nach Graf/Grote: demotivierendes Betriebsklima; Probleme, die sich durch Management, Führung und Organisation ergeben; unsicherer Arbeitsplatz; wenig Sinn im Berufsleben; eine zu geringe Entfaltung der eigenen Fähigkeiten; Mobbing.
Graf engagiert sich auch praktisch für die Umsetzung von Frankls Grundsätzen der Logotherapie und Existenzanalyse in der BGF, erstmals bei dem Elektronik-Hersteller WILD Austria im kärntnerischen Völkermarkt (2004/05). In diesem vom Fonds Gesundes Österreich (FGÖ) geförderten Projekt mit dem Namen „WILD.Gesunder Vorsprung“ konnte der innerbetriebliche Stress reduziert, die Arbeitsatmosphäre verbessert und eine höhere Leistung der Mitarbeiter erzielt werden. Das erfolgreiche Projekt wurde inzwischen mit dem österreichischen „BGF-Oskar 2005“ und einem Sonderpreis ausgezeichnet (siehe Abschnitt Auszeichnungen).

### Weiteres Wirken
Im Jahr 2005 veröffentlichte Graf zum 100. Geburtstag von Frankl das Fachbuch Mit Sinn und Werten führen, mit dem er eine Hommage auf Frankl vorlegte und seine Praxiserfahrungen mit Frankls Modellen abglich. Dieses sekundärliterarische Werk gehört inzwischen zu den bedeutendsten Veröffentlichungen über Viktor Frankl und avancierte auch im Bereich der logotherapeutischen Fachliteratur zu einem „Bestseller“.
Darüber hinaus publiziert Graf Fachartikel zu verschiedenen psychotherapeutischen Themen in der Arbeitswelt und betätigt sich als Referent bei Vortragsveranstaltungen, Fachkongressen und Seminaren, zum Beispiel bei den Althofener Begegnungen in Althofen im April 2004 zum Thema „Gesundheitsmanagement und Ökonomie“, bei einem Fachkongress des Süddeutschen Institutes für Logotherapie in Fürstenfeldbruck im Juni 2007 zum Thema „Logotherapie“ und bei verschiedenen Vortragsveranstaltungen im 2004/05 gegründeten Viktor Frankl Zentrum in Wien. Unter anderem bietet er auch Veranstaltungen an, die vom Österreichischen Bundesverband für Psychotherapie (ÖBVP) als anerkannte „Fortbildung für PsychotherapeutInnen“ zertifiziert sind. Bei dem von der Sigmund Freud PrivatUniversität Wien seit Herbst 2006 betriebenem Forschungs-, Bildungs- und Beratungs-Projekt „Psyche und Wirtschaft“ gehört Graf zu den Referenten des Themenbereiches „Wirtschafts- und Arbeitspsychotherapie“.
Im Jahr 2007 erschien sein neues Werk mit dem Thema Die kollektiven Neurosen im Management, das bei der Fachliteratur zum Thema „Neurosen“ inzwischen „Bestseller-Status“ erreicht hat.
In Kärnten ist Graf als eingetragener Wirtschaftsmediator zur Schlichtung in Zivilrechtssachen akkreditiert.

## Auszeichnungen
Das BGF-Projekt „WILD.Gesunder Vorsprung“ wurde 2005 vom Österreichischen Netzwerk für Betriebliche Gesundheitsförderung (ÖNBGF) als herausragendes Projekt der Betrieblichen Gesundheitsförderung (BGF) in Österreich mit dem Preis für Betriebliche Gesundheitsförderung ausgezeichnet, dem so genannten „BGF-Oskar“ (1. Preis in der Wertung von Unternehmen mit mehr als 100 Mitarbeitern). Für dasselbe Projekt erhielt das betreute Unternehmen WILD Austria von der österreichischen Bundesarbeitskammer den Sonderpreis für umfassende Beteiligung.

## Werke

### Monografien
- Psychotherapie in der Arbeitswelt. Springer-Verlag, Wien u. a. 2003, ISBN 3-211-00824-1. (Auszugsweise Buchvorschau als Digitalisat; Rezensionen:[2][21][22])
- Die kollektiven Neurosen im Management. Viktor Frankl – Wege aus der Sinnkrise in der Chefetage. Linde Verlag, Wien 2007, ISBN 978-3-7093-0149-4. (Medienkombination, mit DVD; Rezensionen:[23][24][25])

### Sammelbände
- als Herausgeber: Mit Sinn und Werten führen. Was Viktor E. Frankl Managern zu sagen hat. Zum 100. Geburtstag von V. E. Frankl. LIT Verlag, Wien u. a. 2005 (= Personal und Organisation, Bd. 22), ISBN 3-8258-8373-6. (Aufsatzsammlung; 232 S.; auszugsweise Buchvorschau als Digitalisat)

### Artikel
- Möglichkeiten und Grenzen des psychotherapeutischen Angebots in der Wirtschaft. In: Alfred Pritz, Thomas Wenzel (Hrsg.): Die Welt der Psychotherapie: Mythos – Traum – Wirklichkeit. Ausgewählte Beiträge des 2. Weltkongresses für Psychotherapie, Wien 1999. Facultas-Verlag, Wien 2002, ISBN 3-85076-497-4, S. 267–286. (Beitr. teilw. dt., teilw. engl.)
- mit Vincent Grote: Die Auswirkungen von körperlichen Beschwerden und psychosozialen Belastungen auf die Motivation. Ein Studienergebnis. In: Helmut Graf (Hrsg.): Mit Sinn und Werten führen; LIT Verlag, Wien u. a. 2005, ISBN 3-8258-8373-6, S. 147–164.
- Wenn Führungspersonen die Motivation verbessern wollen, müssen sie Stress abbauen. Oder: Ein Testverfahren für sinn- und wertorientiertes Management. In: Helmut Graf (Hrsg.): Mit Sinn und Werten führen; LIT Verlag, Wien u. a. 2005, ISBN 3-8258-8373-6, S. 193 ff.

### Tonkassetten
- Mythos, Traum, Wirklichkeit; Teil: DI31; Möglichkeiten und Grenzen des psychotherapeutischen Angebots in der Wirtschaft. Vier-Türme-Verlag, Münsterschwarzach 2002. (Tonkassette)

### Wissenschaftliche Studien, Projektberichte
- mit Vincent Grote: Betriebliche Gesundheitsförderung als Personal- und Organisationsentwicklung in Klein- und Mittelunternehmen aus Sicht von Führungspersonen. 2003. Fonds Gesundes Österreich, Wien; Wissenschaftliche Studie, logo consult Unternehmensberatung, Rosegg 2003. („KMU-Studie“; als Digitalisat der Universität Duisburg-Essen online verfügbar, PDF-Datei)
- WILD. Gesunder Vorsprung. Betriebliche Gesundheitsförderung – Endbericht. Fonds Gesundes Österreich, Wien; Projektbericht, logo consult Unternehmensberatung, Rosegg 2006.